# فولکس‌واگن تیپ ۳
فولکس‌واگن تیپ ۳ (Volkswagen Type ۳) خودرویی است که در سال‌های ۱۹۶۱ – ۱۹۷۳> ۲٬۵۴۲٬۳۸۲ builtدر برزیل تولید شده‌است.
این خودرو در کلاس خودرو کامپکت قرار گرفته، طراحی آن خودروهای موتور عقب-محور عقب بوده طول آن در حالت طبیعی ۴٬۲۲۵ میلیمتر (۱۶۶٫۳ اینچ)، عرض آن در حالت طبیعی ۱٬۶۰۵ میلیمتر (۶۳٫۲ اینچ) و ارتفاع آن در حالت طبیعی ۱٬۴۷۵ میلیمتر (۵۸٫۱ اینچ) است.